# Камерный театр Таирова
Ка́мерный теа́тр — драматический театр, основанный в 1914 году Александром Таировым, располагался в перестроенном под театр особняке XVII века на Тверском бульваре в Москве. Первый спектакль был показан 12 декабря 1914 года, последний — 29 мая 1949 года. На основе закрытого театра создан Московский драматический театр имени А. С. Пушкина.

## История

### Истоки театра
В 1912 году Александр Таиров ушёл из театра Коммисаржевской и уехал из Петербурга в провинцию, чтобы порвать с театральной жизнью. В августе 1913-го он переехал в Москву, по приглашению Константина Марджанова занимался постановкой пантомимы в Свободном театре. В 1914-м этот театр распался, потому что его создатели собрали в труппу слишком разных людей, которые не нашли между собой общего языка. К этому времени единомышленники Таирова проделали много работы над новыми постановками и решили не оставлять работу. Режиссёр приступил к созданию собственного театра и поиску помещения. Таиров выбрал особняк на Тверском бульваре: бывшая усадьба, построенная в XVII веке. Ранее зданием владел тайный советник князь Иван Вяземский. В 1779 году он продал участок церкви Иоанна Богослова, после этого усадьба перешла Вырубовым, а в 1911-м была выкуплена братьями Паршиными.
Моё внимание ещё раньше привлекал один особняк с красивой дверью из чёрного дерева. По вечерам в окнах не было света. Таиров оглядел особняк и согласился, что в нём «что-то есть», и, подойдя к двери, решительно позвонил <…> Таинственный особняк принадлежал трём братьям Паршиным. Четыре зала, идущие анфиладой, не годятся, чтобы сделать театр <…> Ломать их грешно. Но есть возможность пристроить к ним небольшой зрительный зал и сцену. Само здание просто создано для театра.Актриса Алиса Коонен
Меценаты помогли Таирову встретиться с Паршиными. В здании располагалось Воинское присутствие, контракт которого завершался. Таиров убедил братьев, что его театр принесёт им известность. Меценаты заключили с владельцами особняка договор аренды сроком на пять лет за 175 000 рублей и сразу же оплатили десять тысяч из них.

### Ранний период

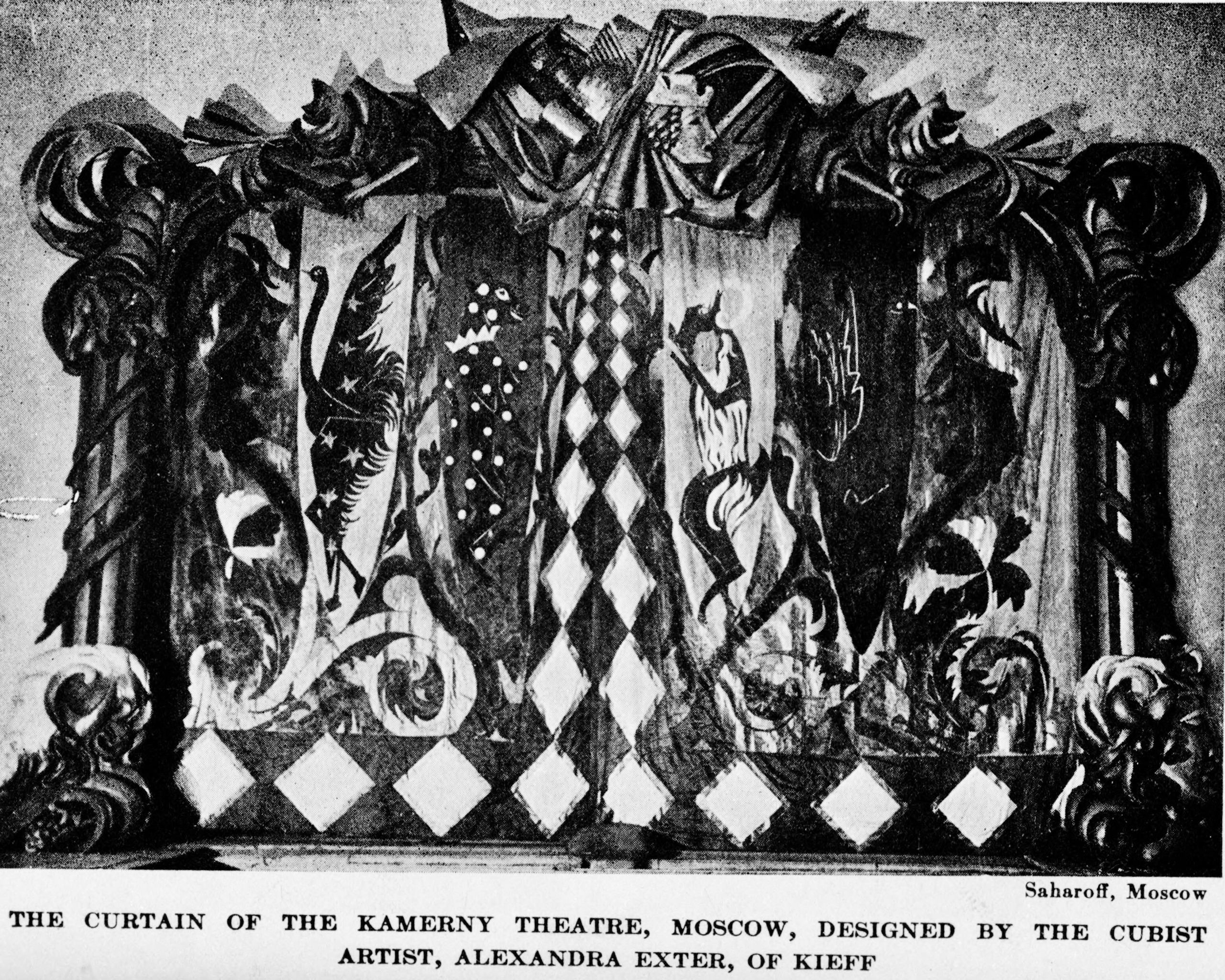
Занавес Камерного театра, 1922 год

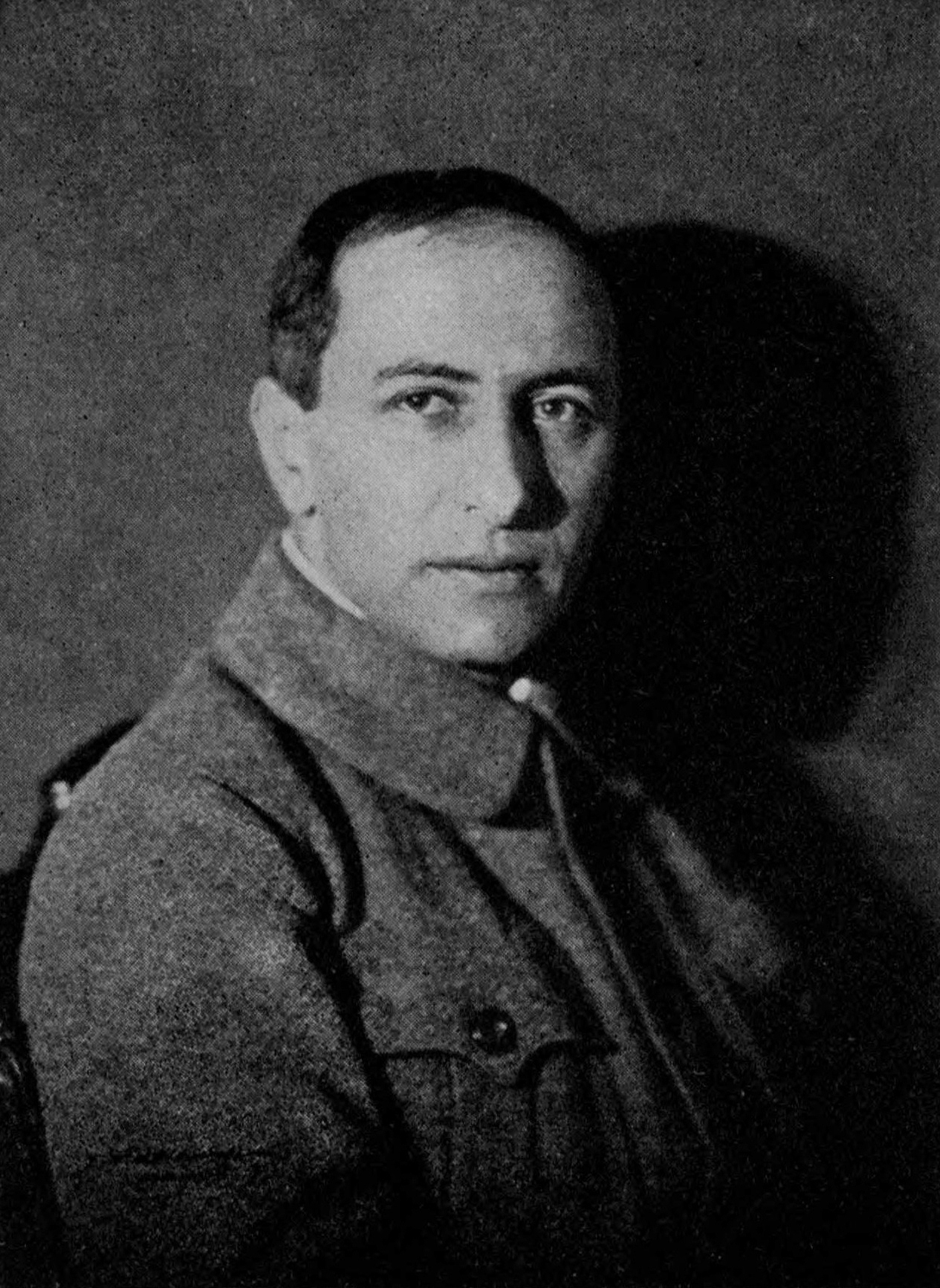
Александр Таиров, 1920 год

Реконструкция особняка началась в 1914 год, а по соседству с церковью Иоанна Богослова стали возводить зрительный зал и сцену. Анфилада особняка стала парадным фойе.
Труппа планировала работать вне зависимости от настроения обычной публики и хотела видеть на своих спектаклях зрителей со схожими тревогами, раздумьями и взглядами на жизнь, и по этой причине назвала театр Камерным. При этом актёры не стремились к «камерному» репертуару, исполнению и методам постановки. Позже название театра утратило первоначальный смысл, но его решили сохранить, «как сохраняет человек имя, данное ему от рождения». Таиров предпочитал произведения в стиле «мистерии» и «арлекинады», а для постановок использовал зарубежные пьесы. Он стремился создать синтетический театр с упором на движение и пластику, называя свой театр «эмоционально-насыщенных форм» или «театром неореализма».
Театр задумывался как синтез театра, балета, музыки, живописи. Спектакли были полны танцев, костюмы были яркие. Он был создан в противовес натуралистическому МХАТу, и полному условностей театру Мейерхольда.Экскурсовод Ирина Левина
Открытие Камерного театра должно было начаться с постановки «Сакунтала» по драме древнеиндийского автора Калидасы. Для подготовки спектакля Александр Таиров побывал в Париже и Лондоне, где много дней посещал индусские музеи, пока Первая Мировая война не вынудила его вернуться. Режиссёр приехал в Москву последним поездом из Парижа и узнал, что с началом войны многие рабочие вернулись в деревни, поэтому постройка театра остановилась. Почти сразу актёров стали призывать в армию, перевод «Сакунталы» из Франции долго не присылали, а в кассе театра не оказалось денег. Решить проблемы удалось лишь спустя месяц, и труппа приступила к репетициям. В спектакле не использовались костюмы — актёры выступали обнажёнными с раскрашенными телами. Для рекламы спектакля актриса Любовь Ненашева предложила пропагандировать театр: три-четыре у афиши разговаривали с публикой, расхваливали театр, пьесу, постановку и актёров. Самого режиссёра такая инициативы только веселила, но он относился к ней одобрительно.
Премьера состоялась 12 декабря 1914 года и была тепло встречена аудиторией, поэтому в течение месяца театр показал ещё два спектакля: «Ирландский герой» и «Жизнь есть сон». Но они не имели такого же успеха. В спектакле «Жизнь есть сон» критики посчитали удачной только игру одного актёра, которого после спектакля пригласили на работу в МХТ. Постановку пришлось снять из репертуара — в труппе не оказалось подходящей замены. Во время репетиций выяснилось, что молодым артистам требуется много времени, чтобы достичь желаемого режиссёром уровня, а члены труппы с многолетним стажем работы не могли работать в стиле Камерного театра, поэтому Александр Таиров создал при театре собственную актёрскую школу.
В 1915 году из-за тяжёлого финансового положения театра труппа полностью отказалась от гонораров ради продолжения работы. Директор Литературно-художественного кружка Валерий Брюсов успешно ходатайствовал о выделении субсидии театру в размере 15 000 рублей, но из-за просроченной арендной платы на театр подали в суд братья Паршины. Труппа в полном составе пришла на заседание и обвинила владельцев особняка в намеренном создании финансового кризиса, потому что Паршины не отапливали помещение и сильно сэкономили на ремонте, чем распугали публику. Театр выиграл это дело, но почти сразу после на него наложила запрет консистория. Формальным основанием послужило то, что здание театра располагалось на пять сантиметров ближе положенного к церкви. Судебная тяжба затянулась, но привела к примирению сторон. Одновременно Таиров репетировал пьесу «Фамира Кифаред», что вызывало недовольство Паршиных: они требовали ставить современные драмы и комедии, а после проигрыша в суде братья решили передать здание другому театру. Таирову пришлось поставить популярный спектакль «Покрывала Пьеретты», закупив костюмы у бывшего заведующего Свободным театром. Аншлаги позволили труппе заработать, а вопрос о передаче здания временно был улажен.
Следующий спектакль «Ужин шуток» тоже был хорошо принят публикой. Но после премьеры в декабре 1916 года Паршины всё же подписали договор о передаче театра антрепренёру Морицу Шлуглейту, который был не согласен с инновационным видением режиссёра и потребовал уменьшить бюджеты постановок, чтобы их могли покупать небогатые энтузиасты нового искусства. Во время сезона 1916/17 года сотрудники театра получали всего по 50 рублей в месяц. Заключительное выступление состоялось в феврале 1917-го. Декорации и занавес выбросили, надпись «Московский Камерный театр» сняли, здание отремонтировали и передали театру, ставящему спектакли с фривольным содержанием. Актёры Камерного разъехались, сохранился только костяк труппы.

### Восстановление театра

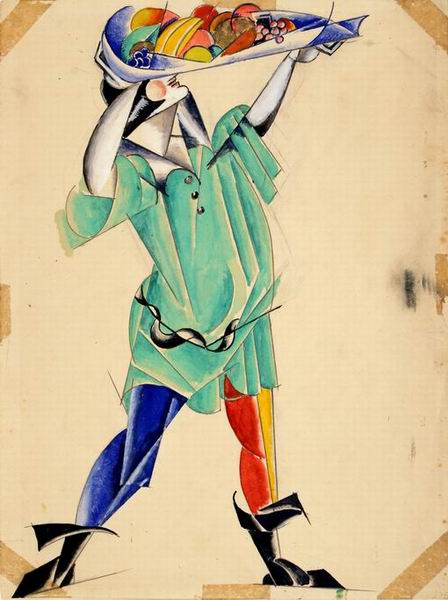
Любовь Попова. Эскиз костюма к постановке «Ромео и Джульетта» (1920)

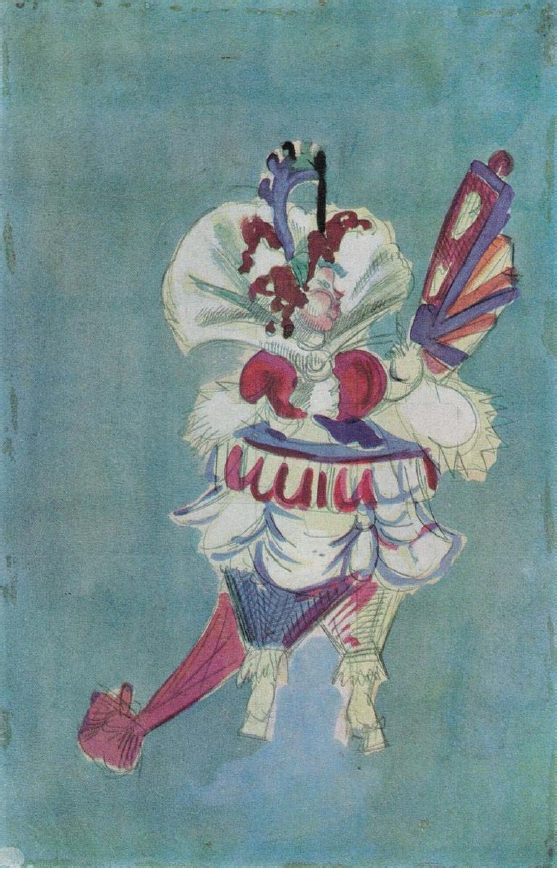
Георгий Якулов. Эскиз костюма к постановке «Жирофле-Жирофля» (1922)

Во время Февральской революции театру выделили помещение в доме 19 по Большой Никитской, принадлежавшему Российскому театральному обществу. Днём там работала актёрская биржа, а труппа занималась после 16 часов. В театр и театральную школу набрали новых актёров. К открытию сезона готовили спектакли «Саломея» и «Король Арлекин». В 1917 году в Москву из Петрограда переехал режиссёр Всеволод Мейерхольд, Таиров предложил ему создать общий «левый» театр. Вместе они поставили спектакль «Обмен», который вскоре сошёл со сцены. Дальнейшее сотрудничество режиссёров не состоялось.
В начале 1918 года театр получил приглашение на гастроли по Киеву, Харькову, Одессе, Вене и Будапешту. Подобное предложение показалось режиссёру неподъёмным, поэтому он отказался. В конце года народный комиссар Анатолий Луначарский посмотрел спектакль «Саломея» и принял Александра Таирова, а через несколько дней Наркомпрос вернул Камерному театру помещение на Тверском бульваре и выделил средства для расширения на восемьсот мест. Театру присвоили звание академический.
Весной 1919 года Камерный театр гастролировал в Петрограде. В этом же году на базе Общества друзей Камерного театра был организован клуб «Эксцентрион». Он располагался в большой комнате флигеля театрального здания. В помещении устраивали капустники, одноактные пьесы, скетчи, пантомимы, пародии, танцы и многое другое. По понедельникам в здании проходили кинопоказы. В 1920-х театральный особняк ещё раз перестроили и расширили, а в здании закрывшейся церкви Иоанна Богослова устроили театральные мастерские.
В конце февраля 1923 года труппа Камерного театра в полном составе отправилась на гастроли во Францию, Германию и Италию. Турне, рассчитанное на пять недель, растянулось на семь месяцев. Особую популярность труппа завоевала в Германии.

Немецкий театр по сравнению с этим русским выглядит как тряпье рядом с кружевом, словно тюремный двор рядом с парком.
— Франкфуртский критик
В 1923 году театральную школу преобразовали в Государственные экспериментальные театральные мастерские, через некоторое время оформили как высшее учебное заведение, названное Вгэктемас. Обучение проводилось на четырёх факультетах: актёрском, режиссёрском, хорео-пантомимическом и историко-теоретическом. Студенты изучали как школу Камерного театра, так и занимались с педагогами других театральных направлений. В вузе существовали «дисциплины по движению»: шведская гимнастика, ритмическая гимнастика, акробатика, жонглирование, фехтование, дункановская пластика и балетный станок, а также упражнения с воображаемыми предметами. Помимо этого преподавали грим, читали лекции по анатомии. Особое внимание уделялось постановке голоса.
В 1924 году в труппу пришли актёры, окончившие студию Николая Церетелли, и выпускниками ГИТИСа. В этом же году по предложению Александра Луначарского в Большом театре провели десятилетие Камерного театра.
В 1930 году труппа отправилась на гастроли в Германию, Австрию, Чехословакию, Италию, Швейцарию, Францию, Бельгию, Бразилию, Уругвай и Аргентину. В отсутствие артистов было решено капитально перестроить здание театра, увеличить зрительный зал, а также построить дополнительный корпус для школы и цехов. Перестройка затянулась на несколько месяцев. Вернувшихся актёров пришлось сначала отправить в отпуск, затем — в тур по стране, а после репетировать в достраиваемом здании. Главной премьерой нового сезона стал спектакль «Опера нищих» по «Трёхгрошовой опере» Бертольта Брехта — первый опыт воплощения его драматургии на советской сцене. Осваивая современные советские произведения, в 1933 году труппа представила публике пьесу «Оптимистическая трагедия» Всеволода Вишневского. Постановка была признана одной из лучших в столице, а Таирова в качестве представителя Советского Союза в 1934-м отправили на Международный театральный конгресс в Рим.
В апреле 1935 года сотрудники Камерного театра были привлечены к подготовке и проведению Весеннего фестиваля в Спасо-хаусе, который состоялся в личной резиденции американского послав в Москве. Они необычным образом оформили столовую и предоставили на время осветительную технику, для чего пришлось отменить спектакль, намеченный в день приёма. Сам Александр Таиров с супругой были приглашены на фестиваль в качестве гостей.

### Военное время и закрытие

Алиса Коонен в спектакле «Оптимистическая трагедия», 1949 год

В 1936 году Александр Таиров представил публике пародию-сказку «Богатыри». Автор Демьян Бедный, к тому времени попавший в опалу, в сатирическом стиле высмеял события древнерусской истории, в том числе Крещение Руси. Несмотря на успех у зрителей, спектакль подвергся резкой критике со стороны властей за искажение событий русской истории. Спектакль расценили как выражение чуждых политических тенденций, охарактеризовали Камерный театр как «действительно буржуазный».
Это редкий случай, когда Демьян, при его характере, не будет злорадствовать: на этот раз он сам пал жертвой, – а не подхихикивать над другими. Пусть теперь почувствует сам.Писатель Михаил Булгаков
Спектакль сняли через месяц после премьеры, а в газете «Правда» вышла редакционная статья под названием «Театр, чуждый народу», вызвавшая резонанс. Камерного театра Таирова постановили слить с Реалистическим театром Охлопкова, их объединили в 1938 году, но сотрудничество не сложилось: труппы поочередно играли собственные спектакли. После единственной совместной постановки «Кочубей» Николая Охлопкова назначили режиссёром в Театре имени Вахтангова, его актёры покинули Камерный театр вместе с ним в 1939 году.
Весной 1941 года театр поехал на гастроли в Ленинград, откуда его эвакуировали в Челябинск, а затем в Балхаш. Местный клуб оказался слишком маленьким для труппы, после нескольких спектаклей театр отправился в Барнаул, где ему предоставили площадку местного драматического театра. В Барнауле труппе вручили почётную грамоту «За плодотворную творческую и общественно-политическую деятельность и хорошо организованное культурное обслуживание трудящихся». В октябре 1943 года актёры вернулись в Москву. Помещение театра сильно пострадало, но открытие нового сезона состоялось со спектакля «Пока не остановится сердце». В 1944 году Таиров поставил пьесу Александра Островского «Без вины виноватые» с Алисой Коонен в главной роли, игру которой высоко оценили критики. Через год театр отметил своё 30-летие, Александр Таиров получил Орден Ленина, несколько актёров — звание заслуженных артистов РСФСР.
В августе 1946 года вышло постановление ЦК ВКП(б), ограничившее постановки по произведениям зарубежных драматургов. В 1949-м Таирова обвинили в формализме и безыдейности, несовместимых с концепцией соцреализма. 29 мая 1949 года Камерный театр показал последний спектакль «Адриана Лекуврёр», который труппа за 30 лет сыграла около 800 раз. 1 июня 1949-го Александра Таирова освободили от должности художественного руководителя, театр был закрыт. В 1950-м часть труппы перешла в Московский драматический театр имени А. С. Пушкина, открытый на месте театра Таирова. Алиса Коонен провела без работы больше года. Александр Таиров скончался 25 сентября 1950-го.

## Труппа
Помимо Александра Таирова режиссёром театра был Леонид Лукьянов.

### Актёры
- Абрикосов Андрей (1937—1938, при слиянии с Реалистическим театром)
- Антимонов Сергей
- Аркадин Иван
- Благина, Клавдия Васильевна[48]
- Бобров, Сергей Васильевич
- Горина Наталья
- Гоарик Гоарина
- Дубенский Анатолий
- Ефрон Наталья
- Жаров Михаил
- Зайчиков Василий
- Кенигсон Владимир
- Киселёв Юрий
- Князев Сергей
- Коонен Алиса
- Комаровская Надежда
- Миклашевская Августа
- Подгорный Владимир
- Прокопович Николай
- Раневская Фаина
- Репнин Пётр
- Румнев Александр
- Сафонов Всеволод
- Смирнова Лидия
- Смысловский Игорь
- Судейкина Вера
- Толубеева Евгения
- Уварова Елизавета
- Фенин Лев
- Фердинандов Борис
- Фрелих Олег
- Хмельницкий Юлий
- Ценин Сергей
- Церетелли Николай
- Чаплыгин Николай
- Эльстон Лев
- Яниковский Георгий[46][47]

### Художники
В разное время в театре работали:
- Александр Веснин
- Павел Кузнецов
- Владимир Стенберг
- Георгий Стенберг
- Владимир Щуко
- Александра Экстер
- Георгий Якулов[46][47]

## Спектакли
- 12 декабря 1914 — «Сакунтала» Калидасы — открытие театра
- 1915 — «Духов день в Толедо» М. Кузмина
- 1915 — «Покрывало Пьеретты» А. Шницлера
- 1916 — «Фамира Кифаред» И. Анненского
- 1917 — «Саломея» О. Уайльда
- 1917 — «Голубой ковёр» Л. Столицы
- 1918 — «Обмен» П. Клоделя. Художник — Г. Якулов
- 1919 — «Адриенна Лекуврер». В роли Адриенны — А. Коонен
- 1917—1920 — «Король-Арлекин» Лотара, «Ящик с игрушками» (пантомима К. Дебюсси, «Благовещение» П. Клоделя, «Адриенна Лекуврер» Э. Скриба и Легуве
- 1920 — «Принцесса Брамбилла» по Э. Т. А. Гофману, художник — Г. Якулов
- 1921 — «Ромео и Джульетта» У. Шекспира
- 1922 — «Федра» Ж. Расина. Художник — А. Веснин. В роли Федры — А. Коонен, Тесея — Эггерт, Ипполита — Н. Церетелли
- 1922 — «Синьор Формика» по Гофману. Художник — Г. Якулов
- 1922 — «Жирофле-Жирофля» Ш. Лекока. Художник — Г. Якулов
- 1923 — «Человек, который был Четвергом» по Г. К. Честертону С. Кржижановского. Худ. А. Веснин
- 1925 — «Кукироль» П. Антокольского, В. Масса, Глобы и В. Зака
- 1926 — «Косматая обезьяна» Ю. О’Нила[49]. Реж. А. Таиров и Л. Лукьянов, худ. братья Стенберги
- 1926 — «Любовь под вязами» Ю. О’Нила В ролях: Эбби — А. Коонен, Кабот — Л. Фенин, Питер — С. Ценин
- 1926 — «Розита» А. Глобы. Художник — Г. Якулов
- 1926 — «Багровый остров» М. Булгакова. Спектакль признан официальной критикой неудачным
- 1926 — «День и ночь» Ш. Лекока с текстом В. Масса
- 1926 — «Голубой покой» по А. Соболю
- 1926 — «Антигона» В. Газенклевера в переработке С. Городецкого
- 1927 — «Заговор равных» М. Левидова. Спектакль запрещён решением Политбюро
- 1929 — «Наталья Тарпова» С. Семёнова
- 1929 — «Негр» Ю. О’Нила. Художники — братья Стенберги. В ролях: Элла Доуней — А. Коонен, Джим Гаррис — Александров, Микки — Чаплыгин
- 1930 — «Опера нищих» Б. Брехта и К. Вейля. Худ. братья Стенберги. В ролях: Пичем — Л. Фенин, Полли — Назарова, Макхит — Ю. Хмельницкий, Браун — И. Аркадин, Селия Пичем — Уварова, Дженни — Ефрон, Люси — Е. Толубеева. Первая постановка Брехта в СССР
- 1931 — «Линия огня» Никитина
- 1933 — «Машиналь» С. Тредуэлл. Худ. В. Рындин. В ролях: Эллен — А. Коонен, Джон — С. Ценин
- 1933 — «Оптимистическая трагедия» Вс. Вишневского. Худ. В. Рындин; Комиссар — А. Коонен, Алексей — М. Жаров, Вожак — С. Ценин, Командир — Г. Яниковский, Боцман — И. Аркадин[50]
- 1934 — «Египетские ночи»: Фрагменты одноимённого произведения А. Пушкина, «Цезаря и Клеопатры» Б. Шоу в переводе М. Левидова и «Антония и Клеопатры» У. Шекспира в переводе В. Луговского. Худ. В. Рындин, музыка С. Прокофьева; Клеопатра — А. Коонен, Цезарь — Л. Фенин
- 1936 — «Алькасар» Г. Д. Мдивани
- 1936 — «Богатыри». Опера-фарс на музыку А. П. Бородина; либретто В. А. Крылова в переработке Д. Бедного). Худ. Баженов; Владимир — Красное Солнышко — И. Аркадин, Стрига — Л. Фенин, Алёша Чудила (Попович) — Ю. Хмельницкий. Несмотря на зрительский успех, спектакль был подвергнут жестокой критике по идеологическим соображениям
- 1937 — «Дума о Британке» Ю. Яновского
- 1937 — «Дети Солнца» М. Горького. Лиза — А. Коонен, Протасов — В. Ганшин
- 1938 — «Очная ставка» бр. Тур и Л. Шейнина. Реж. и исп. роли Ларцева — М. Жаров
- 1938 — «Кочубей» А. Первенцева. Реж. Н. Охлопков. Кочубей — П. Аржанов, Журба — Александров
- 1938 — «Честь» Г. Мдивани
- 1939 — «Генеральный консул» бр. Тур и Л. Шейнина
- 1939 — «Сильнее смерти» П. Жаткина и Г. Вечоры. Постановка А. Таирова. Художник Е. Коваленко[51]
- 1940 — «Мадам Бовари» по Г. Флоберу. Худ. Коваленко и Кривошеин. Инсценировка и Эмма — А. Коонен)
- 1941 — «Батальон идёт на Запад» Г. Мдивани
- 1940 — «Чайка» А. П. Чехова. Поставлено «в сукнах» как спектакль-концерт. Реж. Таиров и Л. Лукьянов; Нина Заречная — А. Коонен, Тригорин — Б. Терентьев, Треплев — В. Ганшин
- 1942 — «Небо Москвы» Г. Мдивани. Постановка А. Таирова. Художник Е. Коваленко
- 1943 — «Пока не остановится сердце» К. Паустовского. В роли Мартыновой — А. Коонен.
- 1944 — «У стен Ленинграда» Вс. Вишневского
- 1943 — «Раскинулось море широко» Вишневского, Крона и Азарова, Спектакль-обозрение с приемами оперетты
- 1944 — «Без вины виноватые» А. Островского. Отрадина-Кручинина — А. Коонен, Незнамов — В. Кенигсон
- 1945 — «Верные сердца» О. Берггольц и Г. Макагоненко. Сценическая композиция А. Таирова, реж.-постановщик Н. Сухоцкая
- 1947 — «Жизнь в цитадели» А. Якобсона
- 1948 — «Ветер с юга» Грина. Реж. А. Таиров и Л. Лукьянов
- 1945 — «Он пришёл» Дж. Б. Пристли. Реж. А. Таиров и Л. Лукьянов
- 1946 — «Старик» М. Горького. В ролях: Гуля и Старик — П. Гайдебуров; реж. обоих спектаклей Таиров и Лукьянов[46][47][52]